# Knock Knock (Doctor Who)
"Knock Knock" é o quarto episódio da décima temporada da série de ficção científica britânica Doctor Who, transmitido originalmente através da BBC One em 6 de maio de 2017. Foi escrito por Mike Bartlett e dirigido por Bill Anderson.
Neste episódio, Bill Potts (Pearl Mackie) e seus amigos alugam uma mansão antiga para morarem depois da recomendação de seu senhorio, mas o Doutor (Peter Capaldi) percebe algo errado com o local quando o chão e as paredes rangem e criaturas surgem da madeira.
"Knock Knock" recebeu avaliações mistas, sendo criticado por conta da qualidade do roteiro e elogiado pela qualidade das performances, particularmente a de David Suchet.

## Enredo
Bill Potts e cinco estudantes (Shireen, Pavel, Harry, Felicity e Paul), procurando uma casa para alugarem juntos, aceitam uma oferta de um senhorio idoso para uma ficarem em uma grande mansão a um custo muito baixo, desde que não entrem na torre do lugar. Bill pede para o Doutor ajudar na mudança. O Doutor fica curioso com os ruídos que a casa faz, percebendo que o lugar responde a suas batidas na parede.
À medida que a noite cai, os ruídos na casa aumentam e os amigos de Bill começam a desaparecer um a um. Eles descobrem que todas as saídas da casa foram seladas, impedindo que qualquer um deles saia. Bill e Shireen vêem Pavel sendo consumido na parede, e o senhorio de repente chega, golpeando um diapasão, o que faz com que o garoto desapareça completamente. Enquanto isso, o Doutor encontra criaturas em forma de insetos que ele chama de "dríades", que vivem na madeira e que foram os responsáveis por consumir os amigos de Bill. No porão, o Doutor e Harry descobrem evidências de que outros grupos de estudantes foram consumidos pelas dríades, trazidas à casa pelo senhorio a cada 20 anos. O proprietário chega e admite que ele fazia isso para manter sua filha Eliza viva na torre.
O Doutor e Bill conseguem chegar na torre e encontram Eliza, descobrindo que seu corpo é feito completamente de madeira. O Doutor acaba descobrindo que o senhorio é na verdade o filho de Eliza, que tinha perdido a memória; depois de ver sua mãe adoecer, ele trouxe as dríades para ela, sem saber de seu poder. Quando ouviram um som agudo, despertaram e ajudaram Eliza a se manter viva enquanto pudessem se alimentar de outras pessoas. Eliza descobre que pode controlar as dríades, e apesar das objeções do senhorio, Eliza o abraça e agradece ao Doutor antes que as dríades os consumissem, ao mesmo tempo restaurando todos os amigos de Bill. O grupo escapa da casa antes que ela colapsa sobre si mesma.
De volta à universidade, o Doutor se oferece para tomar conta do cofre que está sendo guardado por Nardole. Sons de um piano podem ser ouvidos vindo do interior, e o Doutor entra para jantar com o prisioneiro lá dentro.

### Continuidade
Ao falar sobre os Senhores do Tempo, Bill pergunta "Você usa vestes e chapéus grandes?", para o qual o Doutor responde: "Não, grandes colares na maioria das vezes". Esta é uma referência à série clássica quando os Senhores do Tempo usavam grandes colares com suas vestes, que foram introduzidas em The Deadly Assassin. O Doutor igualmente menciona inadvertidamente a regeneração, mas então muda rapidamente o assunto.